# Drvetine
Drvetine (en cyrillique : Дрветине) est un village de Bosnie-Herzégovine. Il est situé dans la municipalité de Bugojno, dans le canton de Bosnie centrale et dans la fédération de Bosnie-et-Herzégovine. Selon les premiers résultats du recensement bosnien de 2013, il compte 231 habitants.

## Démographie

### Évolution historique de la population
| 1948 | 1953 | 1961 | 1971 | 1981 | 1991 | 2013 |
| ---- | ---- | ---- | ---- | ---- | ---- | ---- |
| -    | -    | 171  | 188  | 225  | 292  | 231  |

|  |

### Communauté locale
En 1991, la communauté locale de Drvetine comptait 1 712 habitants, répartis de la manière suivante :